# José Raínho da Silva Carneiro

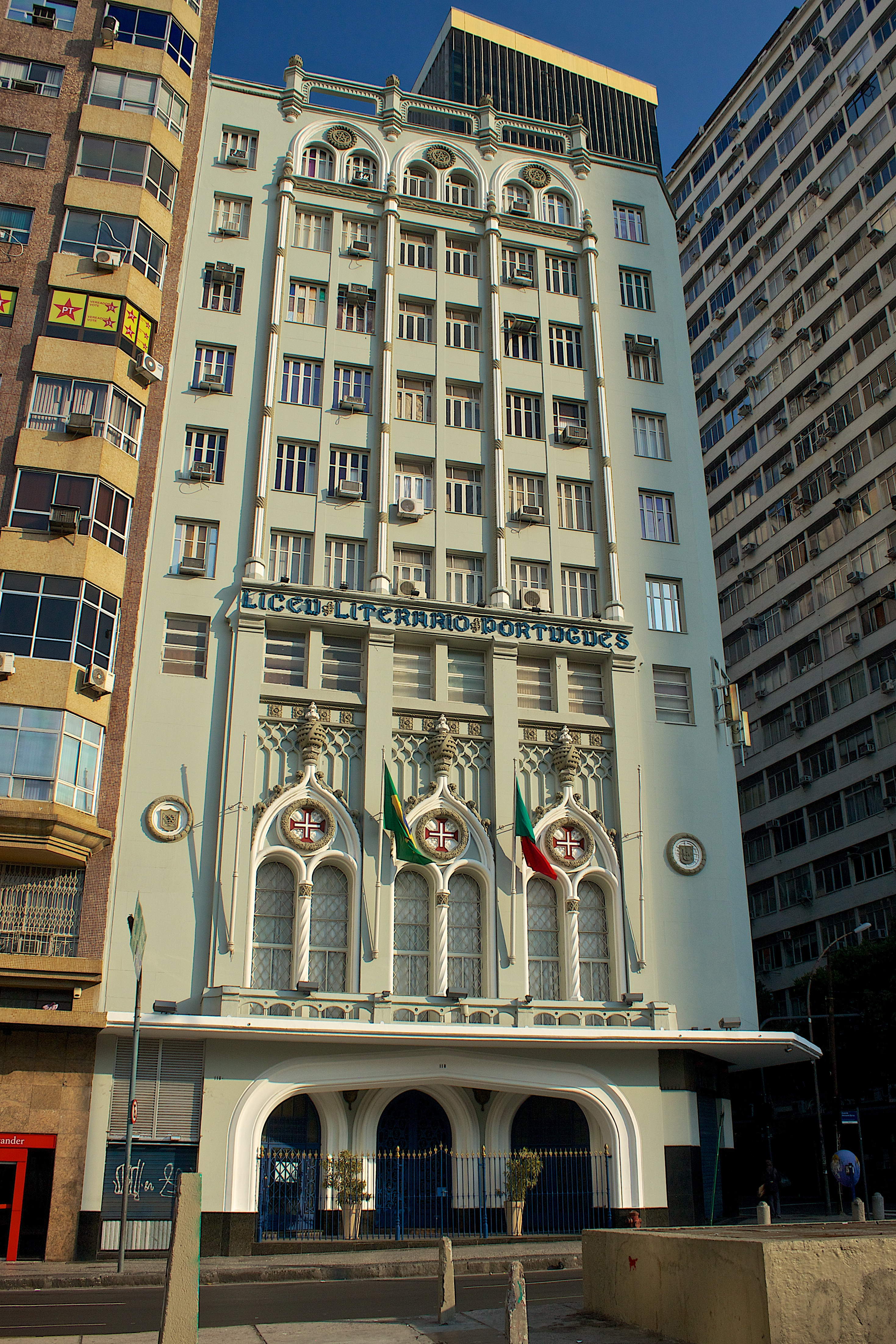
Fachada do Liceu Literário Português, cujo edifício José Raínho inaugurou, em 1938

José Raínho da Silva Carneiro, também conhecido como Comendador José Raínho CONM • GOIH • ComC • GCM (São João da Madeira, Portugal, 30 de maio de 1877 — Rio de Janeiro, Brasil, 27 de abril de 1963), foi um comerciante e benemérito luso-brasileiro, conhecido por ser o principal responsável pela construção do atual edifício onde funciona, desde 1938, o Liceu Literário Português, do qual foi presidente.

## Biografia
José Raínho nasceu em São João da Madeira, em 30 de maio de 1877, filho de Domingos Luiz da Silva e Margarida Emília, batizado sob o registo 48/1877. Em 1891, com apenas 13 anos, emigrou para o Brasil, onde se estabeleceu como comerciante, fundando a empresa J. Raínho e C.ª, na "Rua do Hospício, 53 e 44" (atual Rua de Buenos Aires), no Rio de Janeiro que se encontraria falida ou dissolvida em 1927. O edifício onde funcionou o armazém desta empresa alberga, atualmente, o Centro Integrado de Treinamento em Emergência (CITE Med).
Foi eleito vice-presidente do Liceu Literário Português no mandato 1923-1928, tendo assumido a presidência a partir do mandato seguinte (1929), cargo que desempenhou até à sua morte, em 1963. Em 1932, após o incêndio que destruiu o Liceu, foi o principal responsável pela construção do novo (e atual) edifício. Durante a sua presidência, foi galardoado pela instituição com o título de "Presidente Prepétuo".
Para além da sua atividade como comerciante e presidente do Liceu Literário Português, José Raínho foi também presidente da Companhia de Seguros Lloyd Atlântico, conselheiro da Federação das Associações Portuguesas e fundador dos Institutos Luso-Brasileiro de Folclore e de Estudos Portugueses Afrânio Peixoto. Dedicando grande parte da sua vida à filantropia, apoiou várias instituições no Brasil e em Portugal, o que lhe valeu importantes condecorações em ambos os países. Na sua terra natal, destacou-se pelas doações que fez à Santa Casa da Misericórdia (e seu hospital, cuja construção patrocionou) e aos Bombeiros Voluntários, a quem ofereceu a primeira ambulância da associação.
Em 1960, foi agraciado no Rio de Janeiro com o título honorário de "cidadão carioca".
Faleceu em 27 de abril de 1963, vítima de trombose cerebral, sendo a sua morte amplamente noticiada tanto no Rio de Janeiro como em S. João da Madeira. Foi sepultado na necrópole de São Francisco Xavier.

## Honrarias

### Codecorações

#### Brasil
- Ordem Nacional do Mérito, Comendador (CONM);
- Cidadão Honorário do Rio de Janeiro;[15]
- Benemérito da Sociedade Portuguesa de Beneficência do Rio de Janeiro.[12][14]

#### Portugal
- Ordem do Infante D. Henrique, Grande-Oficial (GOIH);
- Ordem Militar de Cristo, Comendador (ComC);
- Ordem da Benemerência, Grã-Cruz (GCM).[13][14]
- Medalha de Mérito Municipal (ouro) de S. João da Madeira.[11]

### Toponímia
- Rua Comendador Raínho — Taquara, Rio de Janeiro (Brasil);[17]
- Rua Comendador Raínho — São João da Madeira (Portugal).[18]